# Misgurnus mizolepis
Misgurnus mizolepis es una especie de pez de la familia Cobitidae en el orden de los Cypriniformes.

## Morfología
• Los machos pueden llegar alcanzar los 20 cm de longitud total.
Nombre Científico: Misgurnus anguillicaudatus (Cantor, 1842)
Nombre común: Dojo, Lobo del Japón, Locha japonesa del tiempo, Pez barómetro. En español se le conoce también por “Misgurno”, nombre que puede dar lugar a confusiones, ya que Misgurnus fossilis, una especie europea, es llamada a veces con ese nombre.
En Camboya y Vietnam se la llama “Cá diét”, y en Hong Kong “Nai chau” o “Pond loach”. En inglés también se la llama “Weather loach”, es decir, locha del tiempo (atmosférico, no horario).

## Alimentación
Es detritívoros.

## Hábitat
Vive en zonas de clima subtropical.

## Distribución geográfica
Se encuentra en la China.